# Renca (San Luis)
Renca is een plaats in het Argentijnse bestuurlijke gebied Chacabuco in de provincie San Luis. De plaats telt 168 inwoners.